# Georgia (Musikerin)
Georgia (* 6. Februar 1990 in London), mit vollem Namen Georgia Rose Harriet Barnes, ist eine englische Pop-Rap-Musikerin. Anfang 2020 hatte sie ihren Durchbruch in ihrer Heimat mit dem Album Seeking Thrills.

## Biografie
Georgia Barnes ist die Tochter des Leftfield-DJs Neil Barnes. In ihrer Jugend lernte sie Schlagzeug und nach einem Studium der Musikethnologie an der London School of Oriental and African Studies war sie erst einmal als Studiomusikerin tätig. Die Arbeit mit anderen Musikern ermutigte sie, eine eigene Musikkarriere zu starten und 2014 veröffentlichte sie die EP Come In. Im Jahr darauf war sie als Gastsängerin am Comeback-Album Universal Everything von Leftfield beteiligt. Außerdem wurde sie vom Label Domino unter Vertrag genommen. Dort erschien im August 2015 ihr Debütalbum Georgia, das allerdings ohne großen Eindruck blieb.
Nach einer Auszeit widmete sie sich ab 2018 wieder verstärkt der Musik. Sie arbeitete zusammen mit Shygirl, Honne und den Gorillaz und beteiligte sich am Projekt Africa Express. Sie veröffentlichte eine Reihe von Singles. About Work the Dancefloor erhielt zwei Nominierungen in Liedkategorien bei den NME Awards. In den Newcomer-Kategorien Best Push Act von MTV und Sound of 2020 der BBC stand sie selbst auf den Nominiertenlisten. Anfang 2020 veröffentlichte sie ihr zweites Album Seeking Thrills und kam damit auf Platz 24 der britischen Charts. Der Song 24 Hours war ein kleinerer Dancehit in den USA.

## Diskografie
Alben
- Come In (EP, 2014)
- Georgia (2015)
- Seeking Thrills (2020)

Lieder
- Move Systems (2015)
- Nothing Solutions (2015)
- Feel It (2017)
- Mellow (2018)
- Started Out (2018)
- About Work the Dancefloor (2019)
- Never Let You Go (2019)
- 24 Hours (2020)

Beteiligungen
- Location Unknown / Honne featuring Georgia
- Live Like We’re Dancing / Mura Masa featuring Georgia
- Aries / Gorillaz featuring Peter Hook & Georgia